# Jan Schäfer
Jan Schäfer (ur. 18 października 1974) – niemiecki kajakarz. Srebrny medalista olimpijski z Sydney.
Zawody w 2000 były jego pierwszymi igrzyskami olimpijskimi. Po medal sięgnął w kajakowej czwórce na dystansie 1000 metrów, osadę tworzyli również Mark Zabel, Björn Bach i Stefan Ulm. W 1999 wywalczył brązowy medal mistrzostw świata w dwójce na dystansie 1000 metrów. Zdobył dwa złote medale mistrzostw Europy w 2000 w kajakowej czwórce, na dystansie 500 i 1000 metrów. Brał udział w igrzyskach olimpijskich w 2004.